# جيسي تومبكينز
جيسي تومبكينز (بالإنجليزية: Jessie Tompkins)‏ هو منافس ألعاب قوى أمريكي، ولد في 1959.